# Arno Jahr
Pour les articles homonymes, voir Jahr.
Arno Jahr, né le 3 décembre 1890 à Prittitz (Teuchern) et mort le 21 janvier 1943 à Podgornoïe, est un Generalleutnant allemand qui a servi au sein de la Heer dans la Wehrmacht pendant la Seconde Guerre mondiale.
Il a été récipiendaire de la Croix de chevalier de la Croix de fer. Cette décoration est attribuée pour récompenser un acte d'une extrême bravoure sur le champ de bataille ou un commandement militaire avec succès.

## Biographie
Jahr est le fils d'un propriétaire terrien. Il étudie à l'Oberrealschule de Weißenfels an der Saale et à l'université technique de Berlin. Jahr s'engage le 4 juillet 1909 dans le 19e bataillon du génie alsacien de l'armée prussienne à Strasbourg en tant que porte-drapeau issu du corps des cadets.
Arno Jahr se suicide le 21 janvier 1943 quand son unité a été débordée près de Podgornoïe en Russie, lors de la Bataille de Stalingrad.

## Promotions
| Fähnrich               | 22 mars 1910      |
| Leutnant               | 16 novembre 1910  |
| Oberleutnant           | 22 mars 1915      |
| Hauptmann              | 22 mars 1918      |
| Polizei-Hauptmann      | 1er février 1920  |
| Polizei-Major          | 1er juillet 1931  |
| Polizei-Oberstleutnant | 1er octobre 1935  |
| Oberstleutnant         | 21 novembre 1935  |
| Oberst                 | 1er janvier 1937  |
| Generalmajor           | 1er décembre 1940 |
| Generalleutnant        | 1er décembre 1942 |

## Décorations
- Croix de fer (1914)
  - 2e Classe
  - 1re Classe
- Croix d'honneur pour combattants 1914-1918
- Agrafe de la Croix de fer (1939)
  - 2e Classe
  - 1re Classe
- Insigne de combat des blindés
- Médaille du Front de l'Est
- Croix de chevalier de la Croix de fer
  - Croix de chevalier le 22 décembre 1942 en tant que Generalleutnant et commandant de la 387. Infanterie-Division[1]